# Because You Can
Because You Can – singel islandzkiej wokalistki Hery Björk, wydany 2 lipca 2010 roku nakładem wytwórni płytowej Hands Up Music.
Utwór napisali i skomponowali Camilla Gottschalck, Christina Schilling, Jonas Gladnikoff, Örlygur Smári oraz sama wokalistka.
Piosenka opowiada o wewnętrznej sile ludzkiej oraz potrzebie jej wykorzystywania w życiu codziennym. 
W 2013 roku piosenkarka wykonała utwór podczas Międzynarodowego Festiwalu Piosenki Viña del Mar, którego została laureatką. W tym samym roku, po festiwalowym sukcesie singla, wznowiono jego wydanie oraz opublikowano hiszpańskojęzyczną wersję utworu.

## Listy utworów i formaty singla
Opracowano na podstawie materiału źródłowego.
1. „Because You Can” – 4:02